# John Johnston Collyer
John Johnston Collyer, južnoafriški general, * 1870, † 1941.
Med letoma 1917 in 1920 je bil načelnik Generalštaba Zveznih obrambnih sil.